# Rio do Ouro (ilha de São Tomé)

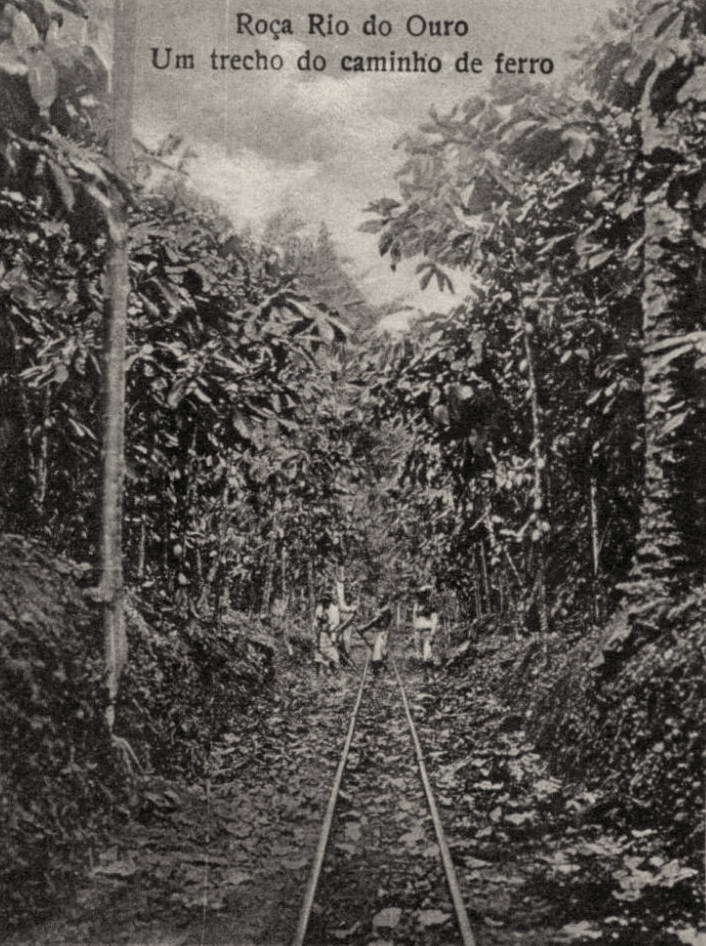
Roça Rio do Ouro - Um trecho do Caminho de Ferro

O Rio do Ouro é um curso de água do arquipélago de São Tomé e Príncipe, localizado no distrito de Lobata, ilha de São Tomé, corre para Norte até encontrar o mar entre a localidade de Micoló e a localidade de Fernão Dias.